# Anisorus quercus
Anisorus quercus је инсект из реда тврдокрилаца (Coleoptera) и фамилије стрижибуба (Cerambycidae). Припада потфамилији Lepturinae.

## Распрострањење и станиште
Настањује готово целу Eвропу, изузев северних предела. У Србији је ретко налажен, најчешће у близини највећих река (Дунав, Сава, Морава).

## Опис
Anisorus quercus је дугaчак 12—22 mm. Код ове врсте постоји полни диморфизам. Женке су крупније и глава, груди и антене су потпуно црне, а покрилца су најчешће једнообразно жутосмеђа, док је мужјак црн са црвеним раменим појасом.

## Биологија
Ларва се развија само у угинулом листопадном дрвећу, првенствено у корењу. Домаћин је најчешће храст, али и глог, питоми кестен, шипак и лаванда. Одрасли инсекти се могу наћи од маја до августа.